# Gernot von Fulda
Gernot († 1165) war im Jahr 1165 kurzzeitig Abt im Kloster Fulda. 
Er wurde in Fulda Nachfolger des bedeutenden Abtes Markward I. und starb jedoch, bevor er die päpstliche Bestätigung für dieses Amt erhielt. Zuvor war er Abt im Kloster Comburg a. d. Kocher.
| Vorgänger | Amt                | Nachfolger        |
| --------- | ------------------ | ----------------- |
| Markward  | Abt von Fulda 1165 | Hermann von Fulda |

| Personendaten    | Personendaten                        |
| ---------------- | ------------------------------------ |
| NAME             | Gernot von Fulda                     |
| ALTERNATIVNAMEN  | Gernot                               |
| KURZBESCHREIBUNG | Abt im Kloster Fulda                 |
| GEBURTSDATUM     | 11. Jahrhundert oder 12. Jahrhundert |
| STERBEDATUM      | 1165                                 |
| STERBEORT        | Kloster Fulda                        |